# Francoaceae
Francoaceae is een botanische naam, voor een familie van tweezaadlobbige planten. Hoewel een familie onder deze naam al wel erkend werd door het systeem van De Candolle, waarin ze deel uitmaakte van de Corolliflorae, is ze pas de laatste tijd regelmatig erkend door systemen voor plantentaxonomie, waaronder het APG-systeem (1998).
In het APG II-systeem (2003) is erkenning van deze familie optioneel: de planten kunnen ook ingevoegd worden in de familie Melianthaceae.
Het gaat om een heel kleine familie van planten die voorkomen in Zuid-Amerika.